# Jagfunktioner

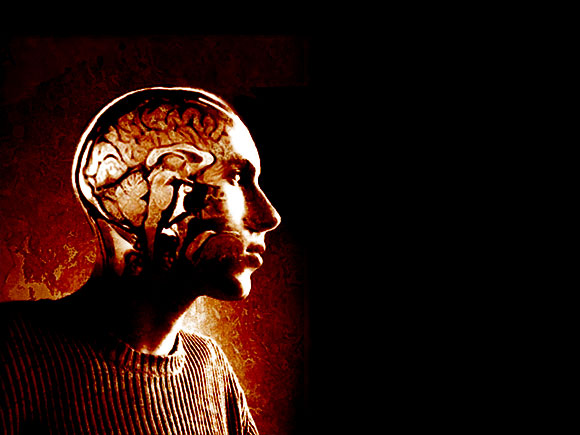
Jagfunktioner är aspekter av personligheten, som man använder i tolkningen av, reaktionen på, och samspelet med, omvärlden.

Jagfunktioner är enligt psykodynamisk teori mekanismer i psyket med vilka erfarenheter och upplevelser hanteras. Jagfunktionerna är dels medfödda, dels adaptivt utvecklade i samspel med omgivning och livserfarenheter (jagutveckling). En person med bristande jagfunktioner är jagsvag.
Till jagfunktioner hör jagets olika kontrollfunktioner (av kroppen, känslorna, impulser), medvetandefunktioner, omdöme, och känslofunktioner, samt försvarsmekanismer, med vilka personen balanserar detet och överjaget i sig själv och samspelar med omgivningen (exekutiv funktion). En sådan funktion är verklighetsuppfattning, det vill säga förmågan att skilja sitt inre liv från yttre stimuli (skilja mellan fantasi och verklighet, mellan oro och fara), en jagfunktion som är satt ur spel vid psykoser. Personlig autonomi, självständighet, integritet, anknytning, självkänsla, tankeförmåga, kreativitet och känsloliv är några andra jagfunktioner.
Förutsättningarna för jagfunktionerna är både medfödda och förvärvade. Förvärvade förutsättningar är de psykosociala betingelserna, personens livshistoria, utbildning med mera (se nedan). Medfödda betingelser har dels att göra med den så kallade personlighetsgenetiken, dels med vissa medfödda instinktiva drifter, såsom instinkten att imitera; barnets imitation är en kognitiv och socialkommunikativ funktion som tjänar till differentiering mellan självet och omvärld samtidigt som barnet efterliknar personer i den omvärlden; genom denna imitation bildas de fundamentala jagfunktionerna att å ena sidan inse ansvaret för sina handlingar som individ och å andra sidan socialiseras till att fungera tillsammans med andra i samhället med dess tvingande normsystem. Detta kan bara åstadkommas genom att barnet blir självreflekternade (har förmågan att tolka sig själv), samt att barnet också är självimiterande, det vill säga har en drift att upprepa samma handling flera gånger genom vilket det skaffar sig självkännedom (från proprioception till mer abstrakta kunskaper).
Centralt för utvecklingen av jagfunktionerna, är utvecklingen av impulskontroll, självkännedom och självbevarelse; det finns ett tydligt samband mellan hög jagutveckling och impulsreglering och skyddande jaginstanser. Ett sådant samband, men vagare, finns också med intelligens. Utvecklingen av jagfunktionerna beror på utvecklingen av försvarsmekanismer, vilka förutom intelligens och impulshantering också beror på vad självbilden skyddar sig mot (aggressioner, ambivalens, tabun, etc).
Vid svåra trauman kan personlighetsstrukturen skadas, och jagutvecklingen utmanas. Åldern vid vilken någon traumatiseras är därför en viktig aspekt ifråga om hur jagfunktionen kommer att påverkas.